# Программа возвращения соотечественников в Россию
Программа по оказанию содействия добровольному переселению в Российскую Федерацию соотечественников, проживающих за рубежом принята указом Президента РФ 22 июня 2006 года. Программа направлена на переселение людей, оказавшихся после распада СССР за пределами РФ и желающих переселиться в Россию. Поддержка и помощь в реализации данной программы осуществляется Россотрудничеством.
14 сентября 2012 года президентом Путиным был подписан указ, содержащий новую редакцию программы и сделавший её бессрочной. По данным МВД России, с 2006 по 2018 год за 12 лет работы государственной программы по добровольному переселению соотечественников в Россию переехало 826 тысяч человек.
30 октября 2023 года Президент России Владимир Путин указом № 219 внёс изменения в государственную программу переселения соотечественников. Теперь приём заявлений на участие в ней от соотечественников за пределами страны будет проводиться при условии владения ими русским языком.
С 1 января 2024 года, согласно указу Владимира Путина, в России официально появился институт репатриации, в том числе и для поддержки соотечественников из недружественных стран. Также президент РФ поручил к 1 июля 2024 года подготовить предложения по репатриации соотечественников в случае их депортации из иностранных государств.
В феврале 2024 года правительство России упростило участие для репатриантов в программе по возвращению, —  им не придётся подтверждать владение русским языком на уровне, достаточном для общения.

## Соотечественники
Согласно Федеральному закону о государственной политике Российской Федерации в отношении соотечественников за рубежом от 24 мая 1999 года, соотечественниками считаются: граждане России, проживающие за рубежом; лица и их потомки, проживающие за пределами территории России и относящиеся, как правило, к народам, исторически проживающим на территории России, а также сделавшие свободный выбор в пользу духовной, культурной и правовой связи с Россией лица, чьи родственники по прямой восходящей линии ранее проживали на территории РФ.

## Описание программы
Переселенцам положен ряд льгот:
например, разрешено беспошлинно ввозить своё имущество,
компенсируются затраты на проезд и провоз багажа (одного пятитонного контейнера для трёх членов семьи, более трёх членов семьи — два пятитонных контейнера) и
один легковой автомобиль можно также ввезти без уплаты таможенной пошлины.
Регионы России, участвующие в программе, были разделены на три категории:
«А» — преимущественно стратегически важные для России приграничные территории;
«Б» — территории, где реализуются крупные инвестиционные проекты, требующие массового привлечения переселенцев,
«В» — территории с устойчивым социально-экономическим развитием, на которых в течение последних трёх и более лет наблюдаются сокращение общей численности населения и (или) миграционный отток.
С 2013 года изменилась категорийность территорий вселения. Вместо существовавших трёх типов («А», «Б» и «В») выделены «территории приоритетного заселения» и все остальные «территории вселения». Утверждён перечень регионов России, которые будут приоритетными при переселении соотечественников на постоянное место жительства в 2014 году. Соотечественники-переселенцы будут пользоваться максимальным уровнем государственной поддержки в следующих регионах России: Бурятия, Забайкальский, Камчатский, Приморский, Хабаровский края, Амурская, Иркутская, Магаданская, Сахалинская области и Еврейская автономная область.
Правительство России ранее утвердило новые правила переселения соотечественников и постановило выделить территории приоритетного заселения. «Подъёмные» при переезде на такие территории увеличены со 120 тыс. до 240 тыс. рублей на заявителя и до 120 тыс. рублей — на каждого члена семьи переселенцев.
При переселении участник программы и члены его семьи получают государственную гарантию и социальную поддержку, в частности, оплачивается стоимость переезда на постоянное место жительства, компенсируются расходы на уплату государственной пошлины, выплачивается единовременное пособие на обустройство («подъёмные»), в течение первых шести месяцев при отсутствии иных доходов выплачивается пособие в размере 50 % от прожиточного минимума в регионе.
| Тип выплат/ услуг                                                                                 | Переселяющиеся на территории вселения категории «А» | Переселяющиеся на территории вселения категории «Б» | Переселяющиеся на территории вселения категории «В» |
| компенсация на переезд                                                                            | По факту представления проездных документов (Постановление Правительства Российской Федерации № 150 от 10.03.07) | По факту представления проездных документов (Постановление Правительства Российской Федерации № 150 от 10.03.07) | По факту представления проездных документов (Постановление Правительства Российской Федерации № 150 от 10.03.07) |
| компенсации на выплату пошлины за оформление документов, определяющих правовой статус переселенца | по факту получения документов, в течение 15 дней с момента подачи заявления (Постановление Правительства Российской Федерации № 715 от 25.09.08) | по факту получения документов, в течение 15 дней с момента подачи заявления (Постановление Правительства Российской Федерации № 715 от 25.09.08) | по факту получения документов, в течение 15 дней с момента подачи заявления (Постановление Правительства Российской Федерации № 715 от 25.09.08) |
| компенсационный пакет                                                                             | Предоставление услуг в области образования, здравоохранения, социального обслуживания и занятости аналогично гражданам Российской Федерации с момента регистрации по месту пребывания (Постановление Правительства Российской Федерации № 1 от 10.01.07) | Предоставление услуг в области образования, здравоохранения, социального обслуживания и занятости аналогично гражданам Российской Федерации с момента регистрации по месту пребывания (Постановление Правительства Российской Федерации № 1 от 10.01.07) | Предоставление услуг в области образования, здравоохранения, социального обслуживания и занятости аналогично гражданам Российской Федерации с момента регистрации по месту пребывания (Постановление Правительства Российской Федерации № 1 от 10.01.07) |
| Ежемесячное пособие по безработице (не более 6 мес.).                                             | 50 % прожиточного минимума до момента получения гражданства Российской Федерации (6 мес), далее- как гражданину Российской Федерации(Постановление Правительства Российской Федерации № 8 от 15.01.07) | Не выплачивается до момента получения гражданства, далее — как гражданину Российской Федерации в соответствии с действующим законодательством | Не выплачивается до момента получения гражданства, далее — как гражданину Российской Федерации в соответствии с действующим законодательством |
| «Подъемные» (пособие на обустройство)                                                             | 60 тыс. руб участнику Госпрограммы и по 20 тыс. руб. членам семей (Постановление Правительства Российской Федерации № 7 от 15.01.07) в отношении лиц, переселяющихся в районы Дальнего Востока и Забайкалья, — 120 000 рублей участнику Государственной программы и по 40 000 рублей членам семей; (Постановление Правительства Российской Федерации № 866 от 19.11.08) | 40 тыс. руб участнику Госпрограммы + 15 тыс. руб. членам семей (Постановление Правительства Российской Федерации № 7 от 15.01.07) | Не выплачиваются |

Территория вселения — часть территории субъекта Российской Федерации, куда целенаправленно привлекаются переселенцы в рамках реализации проектов переселения, предусмотренных соответствующей региональной программой переселения.
В программе по оказанию содействия добровольному переселению в Российскую Федерацию соотечественников, проживающих за рубежом, по состоянию на 1 января 2014 года, принимают участие 42 субъекта федерации:
| Код | Субъект федерации  | Флаг | Герб | Терри- тория (км²) | Население 2010 | Админист- ративный центр | Наименование ТО ФМС России адрес                                  | Федеральный округ  | Муниципальные образования                                     | Территория вселения (подробно)                                                                                          |
| --- | ------------------ | ---- | ---- | ------------------ | -------------- | ------------------------ | ----------------------------------------------------------------- | ------------------ | ------------------------------------------------------------- | --- |
|     | Республики         |      |      |                    |                |                          |                                                                   |                    |                                                               | |
| 03  | Бурятия            |      |      | 351 300            | 971 021        | Улан-Удэ                 | 670009, г. Улан-Удэ, пос. Матросова, ул. Н. Нищенко, д.19         | Дальневосточный ФО | 21 район и 2 города                                           | |
| 10  | Карелия            |      |      | 180 500            | 645 200        | Петрозаводск             | 185005, г. Петрозаводск, пр. А.Невского, д.17                     | Северо-Западный ФО | 16 муниципальных районов, 2 городских округа                  | Памятка соотечественнику                                                                                                |
| 12  | Марий Эл           |      |      | 23 375             | 692 464        | Йошкар-Ола               | 424000, г. Йошкар-Ола, ул. Волкова, д. 103А                       | Приволжский ФО     | 14 муниципальных районов, 4 городских округа                  | Памятка соотечественнику                                                                                                |
| 13  | Мордовия           |      |      | 26 100             | 834 800        | Саранск                  | 430003, г. Саранск, проспект Ленина, д. 30А                       | Приволжский ФО     | 22 муниципальных района, 1 городской округ                    | Памятка соотечественнику                                                                                                |
|     | Края               |      |      |                    |                |                          |                                                                   |                    |                                                               | |
| 22  | Алтайский          |      |      | 168 000            | 2 419 400      | Барнаул                  | 656056, г. Барнаул, Комсомольский пр-т, д. 13                     | Сибирский ФО       | 60 муниципальных районов, 11 городских округов                | Памятка соотечественнику                                                                                                |
| 75  | Забайкальский      |      |      | 431 500            | 1 106 600      | Чита                     | 672010, г. Чита, ул. Ингодинская, д. 72А                          | Дальневосточный ФО | 31 муниципальный район, 3 городских округа                    | Памятка соотечественнику                                                                                                |
| 41  | Камчатский         |      |      | 464 300            | 321 800        | Петропавловск-Камчатский | 683024, г. Петропавловск-Камчатский, пр-т 50 лет Октября, д. 23/2 | Дальневосточный ФО | 11 муниципальных районов, 3 городских округа                  | Памятка соотечественнику                                                                                                |
| 24  | Красноярский       |      |      | 2 366 600          | 2 828 200      | Красноярск               | 660017, г. Красноярск, ул. Дзержинского, д. 18                    | Сибирский ФО       | 44 муниципальных района, 17 городских округов                 | Памятка соотечественнику                                                                                                |
| 25  | Приморский         |      |      | 164 700            | 1 956 400      | Владивосток              | 690002, г. Владивосток, ул. Мельниковская. д. 101                 | Дальневосточный ФО | 22 муниципальных района, 12 городских округов                 | Памятка соотечественнику                                                                                                |
| 27  | Хабаровский        |      |      | 787 600            | 1 344 200      | Хабаровск                | 680000, г. Хабаровск, ул. Союзная, д. 64                          | Дальневосточный ФО | 17 муниципальных районов, 2 городских округа                  | Памятка соотечественнику                                                                                                |
|     | Области            |      |      |                    |                |                          |                                                                   |                    |                                                               | |
| 28  | Амурская           |      |      | 361 900            | 829 200        | Благовещенск             | 675002, г. Благовещенск, ул. Чайковского, д. 2                    | Дальневосточный ФО |                                                               | Памятка соотечественнику                                                                                                |
| 29  | Архангельская      |      |      | 589 900            | 1 228 100      | Архангельск              | 163000, г. Архангельск, ул. Логинова, д. 31                       | Северо-Западный ФО | 19 муниципальных районов, 7 городских округов                 | Памятка соотечественнику                                                                                                |
| 34  | Волгоградская      |      |      | 112 900            | 2 611 200      | Волгоград                | 400131, г. Волгоград, ул. Рокоссовского, д. 10                    | Южный ФО           | 32 муниципальных района, 6 городских округов                  | Памятка соотечественнику                                                                                                |
| 36  | Воронежская        |      |      | 52 200             | 2 335 800      | Воронеж                  | 394030, г. Воронеж, ул. 9 января, д. 54                           | Центральный ФО     | 31 муниципальный район, 3 городских округа                    | Памятка соотечественнику                                                                                                |
| 38  | Иркутская          |      |      | 775 300            | 2 428 700      | Иркутск                  | 664003, г. Иркутск, ул. Киевская, д. 1                            | Сибирский ФО       | 27 муниципальных районов, 9 городских округов                 | Памятка соотечественнику                                                                                                |
| 39  | Калининградская    |      |      | 15 100             | 941 500        | Калининград              | 236000, г. Калининград, Советский пр-т, д. 13                     | Северо-Западный ФО | 15 муниципальных районов, 6 городских округов                 | Памятка соотечественнику                                                                                                |
| 40  | Калужская          |      |      | 29 800             | 1 011 600      | Калуга                   | 248601, г. Калуга, ул. Кирова, д. 9а                              | Центральный ФО     | 24 муниципальных района, 2 городских округа                   | Памятка соотечественнику                                                                                                |
| 42  | Кемеровская        |      |      | 95 700             | 2 763 400      | Кемерово                 | 650099, г. Кемерово, ул. Кузбасская, д. 1                         | Сибирский ФО       | 28 муниципальных районов, 16 городских округов                | Памятка соотечественнику                                                                                                |
| 44  | Костромская        |      |      | 60 200             | 667 500        | Кострома                 | 156603, г. Кострома, ул. П. Щербины, д. 4                         | Центральный ФО     | 24 муниципальных района, 6 городских округов                  | Памятка соотечественнику                                                                                                |
| 45  | Курганская         |      |      | 71 500             | 910 900        | Курган                   | 640026, г. Курган, ул. Советская, д. 128                          | Уральский ФО       | 24 муниципальных района, 2 городских округа                   | Памятка соотечественнику                                                                                                |
| 46  | Курская            |      |      | 30 000             | 1 126 500      | Курск                    | 305016, г. Курск, ул. Чехова, д. 12-а                             | Центральный ФО     | 28 муниципальных районов, 5 городских округов                 | Памятка соотечественнику                                                                                                |
| 48  | Липецкая           |      |      | 24 000             | 1 172 800      | Липецк                   | 398024, г. Липецк, ул. Гагарина, д. 131                           | Центральный ФО     | 18 муниципальных районов, 2 городских округа                  | Памятка соотечественнику                                                                                                |
| 51  | Мурманская         |      |      | 144 900            | 796 100        | Мурманск                 | 183027, г. Мурманск, ул. Куйбышева, д.12                          | Северо-Западный ФО | 5 муниципальных районов, 14 городских округов                 | Памятка соотечественнику                                                                                                |
| 52  | Нижегородская      |      |      | 76 600             | 3 310 600      | Нижний Новгород          | 603001, г. Нижний Новгород, ул. Рождественская, д. 2              | Приволжский ФО     | 48 муниципальных районов, 4 городских округа                  | С 21 октября 2016 года прекращен прием документов. Регион с 2017 г. не участвует в реализации Государственной программы |
| 53  | Новгородская       |      |      | 54 500             | 634 100        | Великий Новгород         | 173016, г. Великий Новгород, ул. Менделеева, д. 4а                | Северо-Западный ФО | 21 муниципальный район, 1 городской округ                     | Памятка соотечественнику                                                                                                |
| 54  | Новосибирская      |      |      | 177 800            | 2 665 900      | Новосибирск              | 630075, г. Новосибирск, ул. Дуси Ковальчук, д. 396а               | Сибирский ФО       | 30 муниципальных районов, 5 городских округов                 | Памятка соотечественнику                                                                                                |
| 55  | Омская             |      |      | 141 100            | 1 977 500      | Омск                     | 644009, г. Омск, ул. Лермонтова, д. 179 А                         | Сибирский ФО       | 32 муниципальных района, 1 городской округ                    | Памятка соотечественнику                                                                                                |
| 58  | Пензенская         |      |      | 43 400             | 1 386 200      | Пенза                    | 440061, г. Пенза, ул. Толстого, д. 5                              | Приволжский ФО     | 28 муниципальных районов, 5 городских округов                 | Памятка соотечественнику                                                                                                |
| 60  | Псковская          |      |      | 55 400             | 673 500        | Псков                    | 180007, г. Псков, ул. Петровская, д. 51                           | Северо-Западный ФО | 24 муниципальных района, 2 городских округа                   | |
| 64  | Саратовская        |      |      | 101 200            | 2 521 800      | Саратов                  | 410028, г. Саратов, ул. Радищева, д. 16                           | Приволжский ФО     | 38 муниципальных районов, 4 городских округа                  | |
| 65  | Сахалинская        |      |      | 87 100             | 497 900        | Южно-Сахалинск           | 693001, г. Южно-Сахалинск, пр. Мира, № 56/6                       | Дальневосточный ФО | 2 муниципальных района, 17 городских округов                  | |
| 66  | Свердловская       |      |      | 194 307            | 4 307 037      | Екатеринбург             | 620028, г. Екатеринбург, ул. Крылова, д. 2                        | Уральский ФО       | 30 муниципальных района, 34 городских округа                  | |
| 67  | Смоленская         |      |      | 49 800             | 985 500        | Смоленск                 | 214004, г. Смоленск, ул. Багратиона, д. 13 а                      | Центральный ФО     | 25 муниципальных районов, 2 городских округа                  | Памятка соотечественнику                                                                                                |
| 68  | Тамбовская         |      |      | 34 500             | 1 092 400      | Тамбов                   | 392018, г. Тамбов, ул. Маяковского, д. 3                          | Центральный ФО     | 23 муниципальных района, 7 городских округов                  | Памятка соотечественнику                                                                                                |
| 69  | Тверская           |      |      | 84 200             | 1 353 500      | Тверь                    | 170100, г. Тверь, ул. Вагажнова, д. 13                            | Центральный ФО     | 36 муниципальных районов, 7 городских округов                 | |
| 71  | Тульская           |      |      | 25 700             | 1 553 900      | Тула                     | 300012, г. Тула, ул. Фридриха Энгельса, д. 137                    | Центральный ФО     | 23 муниципальных района, 3 городских округа                   | |
| 72  | Тюменская          |      |      | 1 464 200          | 3 395 200      | Тюмень                   | 625013, г. Тюмень, ул. 50-летия Октября. д. 63, корп. 1           | Уральский ФО       | 21 муниципальный район, 5 городских округов (без ХМАО и ЯНАО) | Памятка соотечественнику                                                                                                |
| 74  | Челябинская        |      |      | 88 500             | 3 478 600      | Челябинск                | 454000 г. Челябинск, ул. Елькина, д. 36                           | Уральский ФО       | 27 муниципальных районов, 16 городских округов                | |
|     | Автономная область |      |      |                    |                |                          |                                                                   |                    |                                                               | |
| 79  | Еврейская          |      |      | 36 300             | 176 600        | Биробиджан               | 679015, г. Биробиджан, ул. Невская, д. 6-а                        | Дальневосточный ФО | 5 муниципальных районов, 1 городской округ                    | Памятка соотечественнику                                                                                                |
|     | Автономные округа  |      |      |                    |                |                          |                                                                   |                    |                                                               | |
| 89  | Ямало-Ненецкий     |      |      | 769 250            | 546 170        | Салехард                 | 629008, г. Салехард, ул. Зои Космодемьянской, 35.                 | Уральский ФО       | 7 муниципальных районов, 7 городских округов                  | Памятка соотечественнику (недоступная ссылка)                                                                           |

## Статус программы
Регистрация желающих началась 1 января 2007 года, а сама программа — с 1 июня 2007 года. На 14 мая 2007 года 20 тысяч человек уже изъявили желание переехать в Россию по этой программе. Российские регионы готовятся принимать переселенцев: так, в Красноярском крае ожидают 2580 человек до 2009 года, в Приморье — около 26 тысяч человек до 2012 года, в Амурской области — 2048 до 2012 года, Калининградская областная программа предполагает, что в течение пяти лет в область приедут на постоянное место жительства 300 тысяч человек. На сегодня[когда?] заявили о своём желании приехать сюда около 12 тыс. потенциальных переселенцев, из которых 10 % заполнили и прислали анкеты. В Калужской области ожидают 41 тысячу человек до 2013 года.
На 22 мая 2007 года среди зарегистрировавшихся в программе первое место занимают жители Казахстана, Узбекистана, Туркменистана, Таджикистана. Есть определённое количество желающих переселиться с Украины. Однако за 3 года, по состоянию на июль 2009 года, переселилось всего 1811 человек, а не сотни тысяч, как предполагалось ранее. В 2009 году изъявило желание жить в России всего 8 граждан Украины.
В октябре 2007 года руководитель Федеральной миграционной службы Константин Ромодановский объявил, что 14 регионов от участия в программе отказались, а некоторые (Москва, Санкт-Петербург, Новосибирск) предложили варианты, не устраивающие ведомство. Со 2 декабря 2006 года по программе в Россию переехали 26 участников, ещё 74 получили соответствующие свидетельства. 31 января 2008 года Ромодановский объявил, что в Россию по программе прибыло 890 (380) соотечественников и членов их семей, а более 15 тыс. человек уже приняли решение о добровольном переселении. В 2008 году планируется принять около 88 тысяч человек.
В марте 2009 года было объявлено, что в 2008 году программой воспользовалось 10 000 человек, а её бюджет на 2009 год будет урезан с 8 млрд рублей до 1,8 млрд.
На январь 2010 года на территорию России прибыло более 17 тысяч участников программы и членов их семей в рамках реализации 13 региональных программ переселения (12 принято в 2007 году, 1 — в 2008 году). Всего же получили свидетельство более 23 тыс. участников Государственной программы и членов их семей, а анкеты для участия в Государственной программе содержат сведения о более чем 59 тыс. человек. При этом число участников Государственной программы и членов их семей в последние два года оставалось одинаковым — чуть более 8 тыс. чел. ежегодно прибывало в Россию.
Так как ряд субъектов Российской Федерации в связи с ухудшением экономической ситуации и ростом безработицы не мог оказать содействие в приёме соотечественников, был принят Указ Президента Российской Федерации от 30 июня 2009 г. № 716, предусматривающий возможность отсрочки разработки субъектом региональной программы (на 21 декабря 2009 года 18 субъектов попросили отсрочки). В 2009 году Правительство Российской Федерации согласовало 10 региональных программ. В первом квартале 2010 г. — ещё две. Таким образом, с 2010 года почти треть российских регионов (37 субъектов Российской Федерации) принимали соотечественников.
С 2010 года заявление на участие в Госпрограмме можно подать и на территории Российской Федерации.
В 2006—2008 годах в Россию переехало чуть более 8 тыс. человек.
14 сентября 2012 года президент России Владимир Путин подписал указ, утвердивший новую редакцию госпрограммы переселения соотечественников, которая с 2013 года стала бессрочной. В новой редакции соотечественники могут выбирать территорию вселения, не ориентируясь на вакансии работодателей. Было расширено понятие территории вселения, к которой в новой редакции могла быть отнесена вся территория субъекта, а не только его часть. Были сохранена поддержка переселенцев при проезде и провозе багажа, а в территориях приоритетного расселения суммы подъёмных выплат были увеличены со 120 тысяч до 240 тысяч рублей. В 2013 году количество регионов, участвующих в программе, увеличилось до 48.

## Число переселенцев по программе по годам
По официальным данным в Россию прибыло и зарегистрировалось в ФМС/МВД соотечественников и членов их семей:
- 2011 год — 29 462 человек[35]
- 2012 год — 56 874 человек[36]
- 2013 год — 34 697 человек[37]
- 2014 год — 106 319 человек[37]
- 2015 год — 183 146 человек[38]
- 2019 год — 108,6 тыс. человек[39]
- 2020 год — 61,9 тыс. человек[39]
- 2021 год — 78,5 тыс. человек[39]
- 2022 год — 64,8 тыс. человек[39]
- 2023 год — 45,1 тыс. человек[39]

## Проверка Счётной палаты
19 мая 2009 года Коллегия Счетной палаты РФ рассмотрела результаты проверки эффективности и целевого использования средств федерального бюджета, выделенных в 2007—2008 гг на выполнение государственной программы по оказанию содействия добровольному переселению в РФ соотечественников, проживающих за рубежом.
До 2012 г. региональными программами субъектов РФ предполагалось принять 443,2 тыс. человек, в том числе 132,4 тыс. участников государственной программы. При этом в 2007—2008 гг предполагалось принять 65,2 тыс. человек, из них 20,1 тыс. участников государственной программы, однако фактически переселились в Россию 8,8 тыс. человек, или 13,5 % планируемой численности на эти годы (учтены переселенцы, воспользовавшиеся материальной поддержкой из средств федерального бюджета).
По состоянию на 19 июня 2012 г. функционировали 5 представительств ФМС России (Армения, Киргизия, Таджикистан, Туркменистан и Латвия), 2 представителя ФМС России (Украина, Молдова) и 15 временных групп в 9 странах (Казахстан, Узбекистан, Украина, Азербайджан, Белоруссия, Германия, Израиль, Литва, Эстония).